# طبعة زرقاء

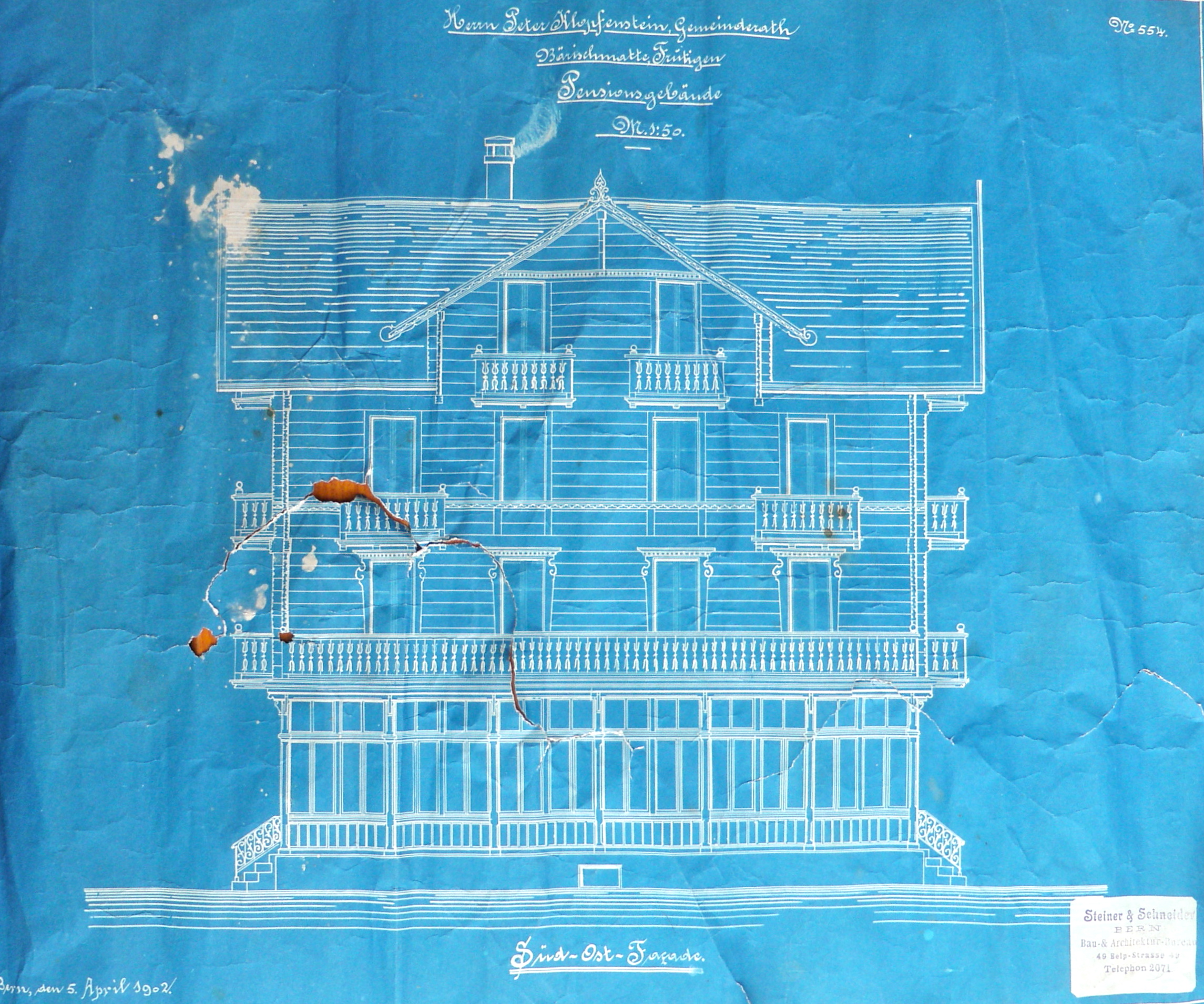
رسم معماري، كندا، 1936

الطبعة الزرقاء (بالإنجليزية: Blueprint)‏ أو المقايسة نسخة طبق الأصل أو صورة من المخططات الأصلية لمبنى أو عمل إنشائي آخر. ويتم تنفيذ الطبعة الزرقاء بعملية تصوير ضوئي تشابه الطريقة التي يستعملها المصورون لعمل نسخ مكررة من الصور التي يلتقطونها. ويتم غالبًا إعداد الطبعة الزرقاء بوساطة المعماريين والمهندسين، والقائمين بتصميم الإرشادات الخاصة بالعمال. وتشرح الطبعة الزرقاء للعمال حجم ومكان كل مادة يحتاج إليها المشروع.

## تنفيذ الطبعة الزرقاء
لعمل الطبعة الزرقاء، يكون من الضروري أن يقوم المهندس أو المعماري بعمل المخططات الأصلية أو الرسومات على ورق أو نوع من القماش يسمح بنفاذ الضوء من خلاله. ويتم عمل الخطة بقلم الرصاص أو بقلم الحبر الهندي.
وتجهز أوراق الطبعة الزرقاء بإضافة محلول من مادتين كيميائيتين إلى الورق الأبيض المُعد خصيصًا لذلك. وهاتان المادتان هما سترات حديد البوتاسيوم وحديد سيانيد البوتاسيوم. وهذا المحلول يجعل الورق حساسًا للضوء. وتوضع قطعة من أوراق الطبعة الزرقاء تحت الرسم الأصلي في إطار خاص بالطباعة. وعند ذلك يتم تعريضها للضوء الشديد. ينفذ هذا الضوء من خلال الورقة ذات الرسومات الأصلية، ولكنه لا ينفذ خلال الخطوط المكتوبة بقلم الرصاص أو الحبر الهندي، وعند غسل الورق في الماء النقي فإنه يتحول إلى اللون الأزرق في المواضع التي تم تنشيط الكيميائيات فيها بوساطة الضوء. ولا تسمح الخطوط على المخططات الأصلية بنفاذ الضوء إلى أوراق بالطبقة الزرقاء وبذلك تبقى الخطوط بيضاء على أوراق الطبعة الزرقاء. وحيث يغسل الماء المحلول الكيميائي فإن الخطوط البيضاء لا تتحول إلى اللون الأزرق عند تعرّضها لمزيد من الضوء. وبهذا يتوافر للعامل نسخة طبق الأصل من المخططات الأصلية.
وتستعمل أحيانًا طريقة أخرى لعمل أوراق الطبعة الزرقاء وتعرف هذه الطريقة بعملية الطباعة البيضاء وينتج عنها خطوط سوداء، زرقاء، حمراء على أوراق بيضاء. وهي عملية جافة يتم فيها تعريض ورق حساس للضوء إلى ضوء ساطع، وبعدها يتم إظهار الخطوط بتعريضها إلى بخار الأمونيا.
وفي الغالب تمر المباني المهمة كلها، مثل: الجسور، والآلات، والسيارات، الأجهزة المنزلية، بمرحلة الطبعة الزرقاء من الخطة قبل إنشائها أو تصميمها. ويحتاج المعماريون والمهندسون إلى عمل قائمة واحدة فقط من الرسومات الأصلية وذلك بفضل طريقة الطبعة الزرقاء. ويمكنهم أيضًا إعطاء نسخة طبق الأصل إلى مئات العمال. وساعدت سهولة ويسر عملية تجهيز الطبعة الزرقاء وسرعة إنتاجها وتكرارها على جعل هذه العملية اقتصادية وفعَّالة.

## قراءة الطبعة الزرقاء
من الضروري أن يكون لدى العمال المقدرة على فهم نسخ الرسومات الخاصة بهم. وتعرف هذه المقدرة أو المهارة بقراءة الطبعة الزرقاء. وعادة يقوم المشرف بقراءة الرسومات وإعطاء التعليمات للعمال، وذلك في بعض العمليات التي تُنفذ على نطاق واسع، ويتم من خلالها توظيف العديد من الأفراد الذين يقومون بتنفيذ المهام نفسها. وعلى وجه العموم فإن العمال يمكنهم، من جهة أخرى تحسين مهاراتهم الفردية إذا تعلموا كيف يقرأون الطبعة الزرقاء.
وبالإضافة إلى الطبعات الزرقاء المعمارية التي تستخدم في المنازل والمباني الأخرى فإن هناك الطبعات الزرقاء الهندسية التي تدعو إليها الحاجة في مصانع الإنتاج بالجملة أو على نطاق واسع. وغالبًا يستخدم العامل الموجود على خط نظام تجميع معين طبعة زرقاء خاصة برسم أو مخطط نظام التجميع، وهذا الرسم يوضح كيفية وضع الأجزاء المختلفة لآلة ما مع بعضها بعضًا، وغالبًا يستخدم عمال الإنتاج طبعة زرقاء لمخطط (رسم تفصيلي) يوضِّح كيفية صناعة كل جزء من الأجزاء التي سوف يتم تجميعها. ولا تلزم المعرفة بالهندسة أو التدريب المهني حتى يتمكن الفرد من قراءة هذه الرسومات.